# 融入國家發展工作委員會
融入國家發展工作委員會（葡萄牙語：Comissão de Trabalho para a Integração no Desenvolvimento Nacional），在澳门特别行政区行政長官管轄及指導下運作，根據第67/2021號行政長官批示成立。

## 職權
- 統籌澳門特別行政區參與助力國家「一帶一路」建設及參與粵港澳大灣區建設的短、中、長期的總體設計及工作部署，並推動展開相關研究，以制定有關政策；
- 就澳門特別行政區推進“一中心（世界旅遊休閒中心）、一平台（中國與葡語國家商貿合作服務平台）、一基地（以中華文化爲主流、多元文化共存的交流合作基地）”的建設作出研究，並制定相關政策、推行策略及措施；
- 制定年度工作方案及監督其落實；
- 就擬開展的活動訂定方針及發出指引。

## 組織法例
- 第67/2021號行政長官批示（2021年5月4日《澳門特別行政區公報》)設立設立融入國家發展工作委員會。

## 成員
根據相關批示，委員會可下設專責小組，專責小組可由委員會成員、公共部門或公共實體的代表、專家、學者或社會人士組成，由委員會主席委任，並指定一名召集人。

### 主席
行政長官岑浩輝

### 成員
- 行政法務司司長；
- 經濟財政司司長；
- 保安司司長；
- 社會文化司司長；
- 運輸工務司司長；
- 警察總局局長；
- 海關關長；
- 政策研究和區域發展局局長；
- 行政長官辦公室代表一名；
- 行政法務司司長辦公室代表一名；
- 經濟財政司司長辦公室代表一名；
- 保安司司長辦公室代表一名；
- 社會文化司司長辦公室代表一名；
- 運輸工務司司長辦公室代表一名；
- 政策研究和區域發展局代表一名。

### 工作組
委員會可下設若干工作組，以開展其職權範圍內的特定工作；工作組由委員會指定的一名成員負責協調，其成員可包括委員會的成員、其他公共行政工作人員、澳門特別行政區或以外的獲公認為傑出的人士、學術機構、私人實體的代表等。

## 支援
政策研究和區域發展局向委員會提供運作所需的行政、技術及後勤支援。